# José Francisco Montes Fonseca
José Francisco Montes Fonseca (Honduras, Comayagua, 1830 - Honduras, Comayagua, 1888) fue un político hondureño.
Senador encargado del Poder Ejecutivo entre el 11 de enero al 5 de febrero de 1862, y senador Presidente de la República entre el 4 de diciembre de 1862 al 21 de junio de 1863.

## Biografía
Sus padres fueron Juan José Montes y Clara Fonseca. Su esposa Manuela Maradiaga. Su hija Trinidad Montes Maradiaga

### Presidencia provisional
La primera vez que asumió la presidencia provisional fue debido al magnicidio sucedido en Comayagua, tras el asesinato del presidente en funciones General José Santos Guardiola Bustillo por su propia guardia al mando del Mayor de Plaza, ya que el vicepresidente señor Victoriano Castellanos Cortés se encontraba de viaje en Suchitoto, El Salvador, por lo que la Asamblea Legislativa le designó presidente, con visto bueno del General José María Medina quien había apresado a los traidores, los enjuiciaron y ejecutados mediante fusilamiento en la plaza.
Castellanos Cortés, al tener noticias, retorno a Honduras y tomó posesión de la presidencia un 4 de febrero de 1862 en la localidad de la Villa de Guarita hoy jurisdicción del departamento de Lempira, después se trasladaría a su ciudad natal “Los Llanos” hoy Santa Rosa de Copán a la que elevaría como sede de su gobierno, ordenando el traslado de la presidencia y la Asamblea Legislativa para aquella ciudad el 4 de mayo, donde se reunirían y emitieran el Decreto n.º 3 convirtiendo a Honduras de Estado a República. Seguidamente Castellanos viéndose enfermo se trasladó a Comayagua, donde fallecería el 4 de diciembre de 1862, tomando las riendas del gobierno el General José María Medina Castejón.

### Presidencia por depósito
El Parlamento designó a José Francisco Montes Fonseca como su sucesor, en calidad de Senador Presidente de la República, y una de sus órdenes fue el de apoyar al gobierno salvadoreño del General Gerardo Barrios, contra el guatemalteco encabezado por el General José Rafael Carrera Turcios.
| Fecha                  | Acontecimiento |
| ---------------------- | --- |
| 1863 (10 de junio)     | El general brigadier Vicente Cerna Sandoval (Guat.) con un enorme ejército, ingresa al occidente de Honduras hasta Cucuyagua, avanzando hacia el norte para tomar Santa Rosa de Copán. |
| 1863 (15 de junio)     | Cae Santa Rosa de Copán. |
| 1863 (20 de junio)     | El general José María Medina se proclama Presidente de Honduras, luego se enfila hacia Comayagua (capital de Honduras). |
| 1863 (19 de julio)     | El general José María Medina toma Comayagua, mientras Montes Fonseca sale a su paso al mando de las tropas gubernamentales quienes habían incendiado parte de la ciudad de Comayagua. El general José María Medina y sus divisiones se establecen en La Paz y montan su cuartel general, pero continua con sus ambiciones. |
| 1863 (7 de septiembre) | Montes Fonseca ofrece una rendición condicionada a José María Medina quien acepta y asciende al poder convirtiéndose así en el primer presidente de la República de Honduras. |

- 1876 Ministro de Guerra y Finanzas en la administración del Doctor Marco Aurelio Soto.
- 1888 El Presidente, general Luis Bográn decreta otorgarle una pensión vitalicia de 100 Pesos hondureños.